# 香港賽馬會從化馬場
23°41′17.2″N 113°42′47.7″E / 23.688111°N 113.713250°E
香港賽馬會從化馬場（英語：The Hong Kong Jockey Club Conghua Racecourse），或簡稱從化馬場，正式開幕前稱從化馬匹訓練中心（英語：Conghua Training Center），為中華人民共和國廣東省廣州市的一個馬場，門牌為從化區良口鎮熱水村御泉大道346號，由香港賽馬會作為替代沙田馬場的新馬匹訓練設施及賽馬場使用，於2018年8月28日正式啟用。原址為2010年亞洲運動會馬術比賽舉行場地。

## 場地
香港賽馬會早於2009年與從化市（現從化區）政府洽談，於2010年亞洲運動會結束後，將馬術場地交由香港賽馬會管理。
從化馬場佔地150公頃，目前最多可同時容納超過660匹現役馬匹。從化馬場擁有一條草地及全天候跑道，具備舉辦賽事能力。香港賽馬會興建了一條長達1100米的上斜的登山跑道，當初計劃為全天候跑道，但於練馬師反映下改為草地，此設施於香港並不存在。

## 舉辦賽事
香港賽馬會於2019年3月23日首次在從化馬場舉辦五場示範賽事，是該馬場建立而來首次有賽事舉行。香港馬會及政府、與中国內地當局均隆重其事，分別派出高層及高級官員前往當地觀賽及主禮，當中包括特首林鄭月娥、馬會主席周永健、行政總裁應家柏及一眾董事等、港澳辦主任張曉明、廣東省省長馬興瑞等。各場賽事均設獎金，但不接受投注，賽事不會直播（在香港進行延時播放），成績被列入正式出賽紀錄。
頭場賽事是1200米香港賽馬會盃，專供香港國際馬匹拍賣會新馬參戰，一共有六駒列陣賽事。雖然當地天氣不太穩定，更不時下雨，約1,700名馬迷入場一同見證從化史上首次跑馬。結果由華人騎師蔡明紹策騎「雪戰神駒」贏馬。這匹由高伯新訓練的四歲愛爾蘭馬沿途留守馬群之後，直路發揮後勁追過所有對手，並以1分09.28秒時間率先衝線，成為從化馬場首匹正式比賽頭馬。
香港賽馬會原定於2019年10月再度舉辦比賽，但受到香港社會事件影響。其後受到2019冠狀病毒病大流行影響，未有復辦賽事。
2021年5月14日，香港赛马会与广州市政府签署框架合作协议。预计自2026年10月起，马会将在从化马场举办常规赛马赛事。屆時香港賽馬會將利用「全球匯合彩池」品牌，以聯播賽馬方式於香港以及世界各地與香港賽馬會有協議的國家及地區提供博彩服務，但身處中國內地無法受注。

## 進場
2019年首個從化馬場賽日不接受公眾進入馬場，只有香港賽馬會獲邀人士、從化馬場員工及前往從化出賽騎師練馬師及相關人士方可前往。

## 馬匹無疫區
香港賽馬會與從化政府達成協議，於訓練中心方圓5.5公里範圍內不得出現非香港賽馬會馬匹。

## 馬匹運輸
如馬匹由從化到香港，需要四小時車程。於香港以外賽馬地區，馬匹長途運輸出賽相當常見。所有位處從化的賽駒，如於香港出賽，必須於賽前一天抵達香港，反之前往從化出賽馬匹亦同。香港賽馬會於賽日前發佈，有哪一些馬匹於出賽前60天內出入從化，以讓馬迷參考。

## 馬匹寄養
每名香港賽馬會練馬師被規定必須放置最少10匹賽駒於從化，使練馬師最大訓練馬匹數目增至70匹。於當地操練馬匹，可以當地參與試閘。最初策騎員並由三名香港練馬師前往深圳光明騎士會挑選，試閘通常由香港以外地區具騎師經驗的策騎員策騎。
此外練馬師一旦獲批准延遲於66歲或以後退休，必需於從化設立馬房。目前除了丁冠豪、鄭俊偉以及徐雨石外，其他練馬師已在從化馬場設置馬房，並安排副練。

## 馬匹試閘及僱員
馬匹抵達從化馬場後，可以被安排在從化馬場試閘。現役騎師可以北上為馬匹進行試閘。除此之外，馬會安排了具有資深策騎經驗的高級策騎員（包括前騎師徐君禮、湯智傑和前見習騎師呂卓賢、前澳門及新加坡騎師祖利曼、前南非騎師湯瑪善、查本楠、黎爾令、古達及駱泰尼、前新加坡騎師沙里扎、哥拉利及見習騎師沙霖、前馬來西亞騎師慕達薩、古仲恒，以及中國內地策騎員或前騎師王聲虎、楊東俊、金特日、漢特日及賀才高）為馬匹進行試閘。除此之外，羅富全馬房從化馬場助理練馬師盧百淇、前姚本輝馬房從化馬場助理練馬師黃裕亨和沈集成馬房從化馬場助理練馬師陳嘉宇，以及見習學員（方俊焺、黎彥麟、薛兆恆、謝佳軒、張文軍、曾佳興、袁幸堯、吳喬恩、鄭志勇及李諾宸）亦都曾經親自為其馬房或獲指派的馬匹進行試閘。
2024年因應澳門賽馬會以及新加坡賽馬公會年內先後結束賽馬比賽，香港賽馬會開始吸收兩地馬會策騎員以及馬房人員。

## 爭議

### 澳洲政府限制輸出馬匹到香港
2017年9月，澳洲農業及水資源署宣佈由2017年10月2日起限制輸出香港馬匹，如香港馬匹需要回到澳洲，需要前往紐西蘭進行六個月隔離。但若馬匹永久輸出到香港不受此限，舉例兩匹跑畢墨爾本盃非澳洲馬匹，仍可以到港角逐香港瓶。
香港賽馬會亦作出一些動作應對澳洲政府。例如香港賽馬會不派人員參與澳洲馬匹拍賣會。直到2018年4月參加殷利殊復活節拍賣會，直到馬季結束香港賽馬會仍然與澳洲政府洽談條件，2019年3月，澳洲政府放寬澳洲馬匹出戰香港賽事，可直接返回澳洲，但仍需要進行正常檢疫程序。非香港駐在馬匹並不受此規則限制，例如2019年4月參加女皇盃之日本馬匹雍容白荷，可在半年後參加覺士盾。2019年11月25日澳洲政府宣佈，恢復香港馬匹運輸澳洲之正常程序。

### 跨境馬匹運送因2019冠狀病毒病疫情暫停
2022年3月，因深圳市出現新一波涉及Omicron毒株的2019冠狀病毒病本土感染病例而採取封控措施，使香港賽馬會於3月17日起暫停從化與香港間的跨境馬匹運送安排。這也是自2018年從化馬場啟用以來兩地跨境馬匹運送首次停頓。這令部分馬匹被迫退出本來已報名的賽事，包括超級軍團等馬被困從化未能出戰分級賽。經兩地多次協商後，跨境馬匹運送於同年4月14日恢復。為彌補放置於從化馬場的馬匹因跨境馬匹運送暫停而不能出賽的損失，香港賽馬會給予這些受影響的馬匹「超級優先出賽權」，牠們可優先參加4月20日至5月7日的六個香港賽馬日。

## 外部連結
- 從化馬場官方網站 （页面存档备份，存于）